# プエブロ (環境調査艦)
| USS Pueblo (AGER-2) |                                          |
| 艦歴                |                                          |
| 発注:               |                                          |
| 起工:               |                                          |
| 進水:               | 1944年4月16日                            |
| 就役:               | 1967年5月13日                            |
| 退役:               |                                          |
| その後:             | 1968年1月23日 朝鮮人民軍により拿捕、接収 |
| 除籍:               |                                          |
| 性能諸元            |                                          |
| 排水量:             | 基準：550トン、満載：845トン             |
| 全長:               | 53.9 m (177 ft)                          |
| 全幅:               | 9.7 m (32 ft)                            |
| 吃水:               | 2.7 m (9 ft)                             |
| 機関:               | ディーゼルエンジン2基                    |
| 最大速:             | 12.7 ノット (23.5 km/h)                  |
| 兵員:               | 士官6名、兵員70名                        |
| 兵装:               | ブローニング50口径機銃 2基               |

プエブロ（USS Pueblo (AGER-2)）は、アメリカ海軍の情報収集艦。バナー級環境調査艦の2番艦。1968年に発生したプエブロ号事件で朝鮮民主主義人民共和国（北朝鮮）によって拿捕された。以後、平壌の大同江に係留され、同国の観光地となっている。

## 艦歴
艦はアメリカ陸軍のカマノ級軽輸送艦 FS-344 としてウィスコンシン州ケワニーのケワニー造船エンジニアリング社で建造、1944年4月16日に進水する。1966年にアメリカ海軍へ移管され、コロラド州プエブロに因んで「プエブロ」と改名される。当初は AKL-44（軽貨物艦）に分類されたが、間もなくその任務は諜報活動に変更され、1967年5月13日にAGER-2（環境調査艦）に艦種変更される。環境調査（Auxiliary General Environmental Research、AGER）と称してはいるが、これは擬装であり、実際はアメリカ海軍とアメリカ国家安全保障局が共同で実施した計画のための艦であった。

### プエブロ号事件
1968年1月、元山沖で作戦行動中だった「プエブロ」は北朝鮮側によって拿捕され、乗組員も拘束された。乗組員らは12月になってから解放されたものの、「プエブロ」自体の返還は行われなかった。

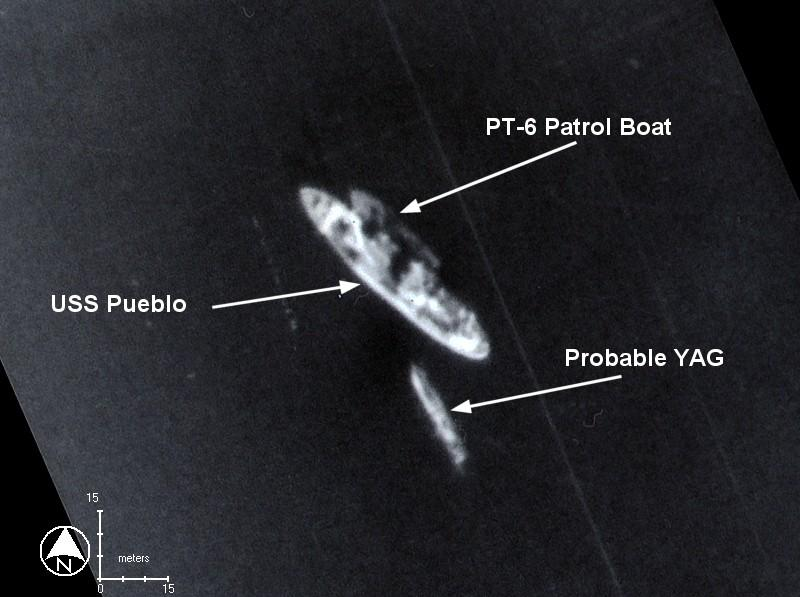
朝鮮人民軍に拿捕された「プエブロ」（中央情報局のA-12撮影）。

## 観光名所として

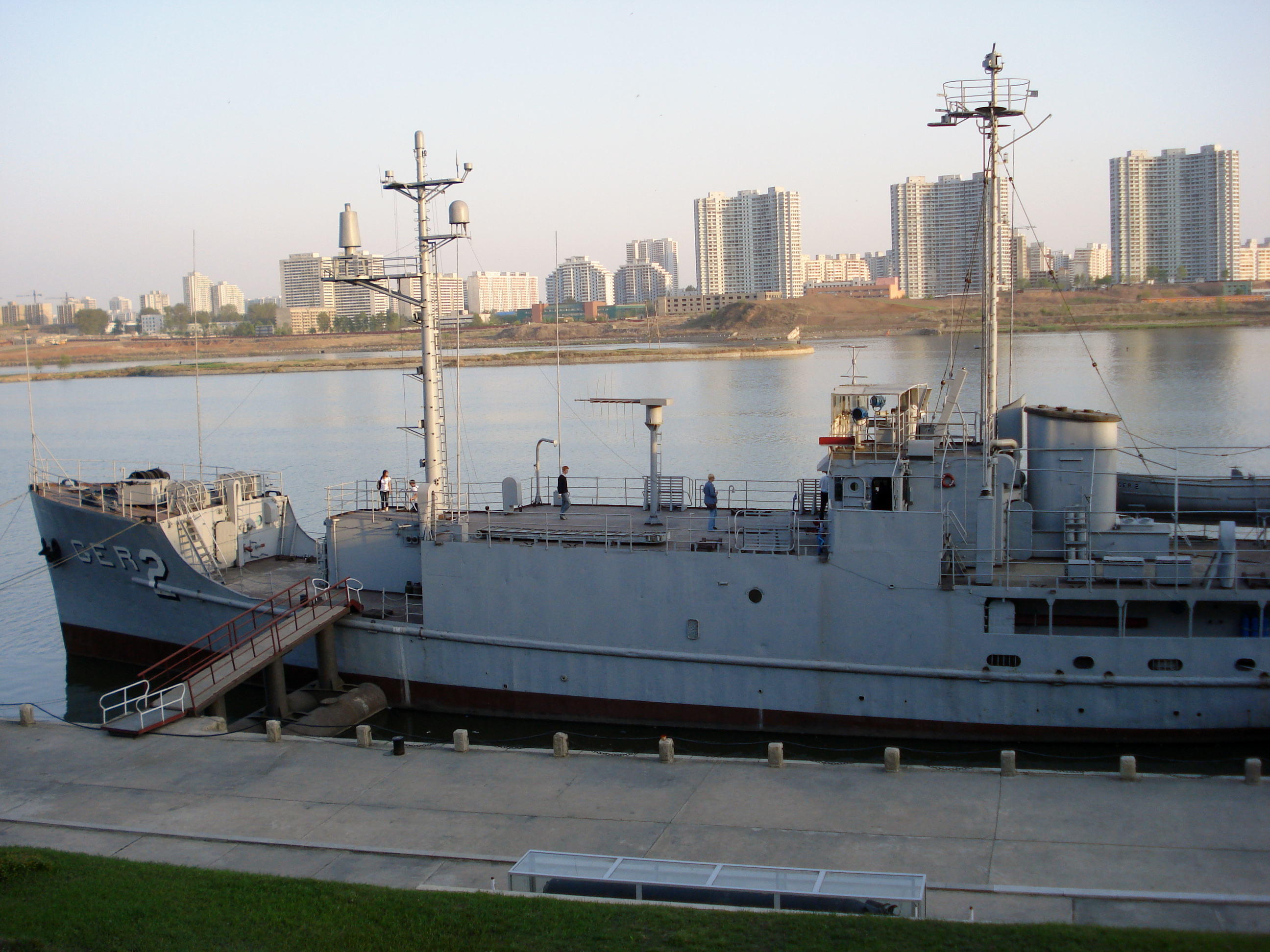
北朝鮮の首都平壌に係留されている「プエブロ」

「プエブロ」は北朝鮮の首都平壌市内の大同江の沿岸、祖国解放戦争勝利記念館の敷地内に係留されており、公開以来250,000人以上の観光客が訪れる主要な観光名所のうちの1つである。また、教育の一環として現地の学生が集団で見学に訪れることも多い。暗号機械及び無線装置が設置された秘密通信室（一部は北朝鮮側によって組み直されている）をはじめ、ブリッジや船首部分の機銃に至るまで全てが公開されている。プエブロ号事件で最初に乗り込んだとされる朝鮮人民軍の退役軍人が常駐しており、当時の様子を直接聞くこともできる。また、船内では艦を拿捕した経緯を説明する、当時の映像を交えた15分のDVDを見ることになる。北朝鮮による反米プロパガンダの場ということもあり、艦の内外での写真撮影に特に制限は無い。